# Greensburg (Kansas)
Greensburg is een klein stadje in de Amerikaanse staat Kansas. Het telt 1574 inwoners (2000) en heeft een oppervlakte van 3,9 km². Het is de hoofdplaats van Kiowa County (Kansas).
Greensburg is bekend om zijn Big Well, de grootste waterput ter wereld die met de hand is gegraven.
Op 4 mei 2007 werd Greensburg bijna geheel verwoest door een overtrekkende tornado van de zwaarste categorie (EF5). Ten minste negen personen verloren hierdoor het leven.

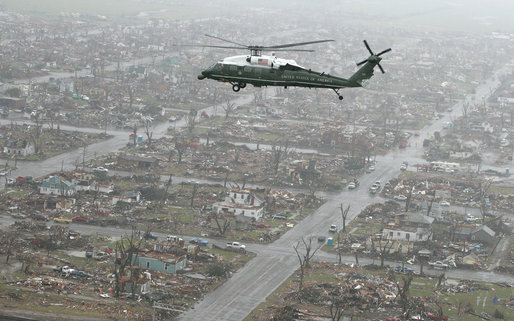
Overzicht van de door de tornado op 4 mei 2007 aangerichte verwoestingen

## Plaatsen in de nabije omgeving
De onderstaande figuur toont nabijgelegen plaatsen in een straal van 36 km rond Greensburg.